# Nielsen Holdings
Nielsen Holdings (anteriormente conocido como Nielsen N.V.) es un conglomerado de medios neerlandés-estadounidense con sede en Nueva York. Nielsen está activo en más de 100 países, y emplea a cerca de 36.000 personas en todo el mundo.

## Información de la empresa
The Nielsen Company es una empresa de información y medios a nivel global, y es una de las fuentes líderes en información de mercado (Nielsen Consumer, antiguamente ACNielsen), información de medios de comunicación y audiencias de televisión (AGB Nielsen Media Research), información en línea (Nielsen Online), aparatos móviles (Nielsen Mobile), publicaciones de negocios y entretenimiento (Billboard, The Hollywood Reporter, Adweek, R&R).
David L. Calhoun es el CEO de The Nielsen Company. Llegó a la empresa en 2006, proveniente de General Electric. Susan D. Whiting es la Vicepresidenta ejecutiva de The Nielsen Company y es la directora de Nielsen Media Research. Whiting ha estado en Nielsen desde 1978 y fue nombrada una de las 100 mujeres más influyentes en los negocios de Nueva York según Crain's New York Business en 2007.
Las principales divisiones de The Nielsen Company son:
- Nielsen Consumer: provee mediciones y análisis de las dinámicas de mercadeo y las actitudes y conductas de los consumidores.

- Nielsen Consumer Panel Services (Homescan y Spectra)
  - Homescan: panel que captura las conductas de compra, perfiles demográficos y actitudes de los consumidores, y evalúa el impacto de los medios en la conducta actual.
  - Spectra: combinación de aplicaciones que proveen análisis segmentarios y dirigidos.
- BASES: combina investigación primaria a los consumidores con técnicas de pronosticación para estimar el potencial de ventas de nuevos productos antes de su salida al mercado.
- Nielsen Claritas: provee datos demográficos, software de mercadeo y servicios de segmentación de mercado a las empresas que requieran investigación de mercado.
- IMS: planificación de medios y software de análisis para investigación de industrias.
- Nielsen Business Media: incluye publicaciones impresas (tales como The Hollywood Reporter o Billboard), espectáculos, productos digitales y servicios, los cuales sirven a industrias que giran en torno al entretenimiento, medios de comunicación y mercadeo, ventas minoristas, viajes y diseño.
- Nielsen Entertainment: provee información de mercado, pruebas creativas, soluciones de mercadeo y herramientas analíticas para los negocios enfocados en el cine, la música, el entretenimiento casero, los libros, y el entretenimiento interactivo.
  - Nielsen BookScan
  - Nielsen Broadcast Data Systems
  - Nielsen EDI
  - Nielsen Music Control
  - Nielsen SoundScan
  - Nielsen VideoScan
- Nielsen Media Research: mide el tamaño de las audiencias para la televisión, radio y medios escritos, así como también servicios e información de gasto publicitario y contenidos creativos.
- Nielsen Mobile: provee investigación de consumo relacionado con los mercados de telecomunicaciones y medios móviles.
- Nielsen Online: medición y análisis de audiencias en línea, publicidad, video, blogs, medios generados por los consumidores, comercio y conductas de los consumidores.
- PERQ/HCI: reportes de gastos publicitarios y contenidos en las revistas médicas de los Estados Unidos.
- Scarborough Research: mide los patrones de compras, estilos de vida y hábitos de consumo de medios de comunicación en la población estadounidense.
- SRDS: provee índices y datos relacionados con medios de comunicación.
- Neurofocus: empresa especializada en el neuromarketing.

## Historia

### Arthur C. Nielsen y la fundación
Arthur C. Nielsen fundó AC Nielsen Company en 1923 con la idea de vender encuestas de ingeniería. Fue la primera empresa en ofrecer investigaciones de mercado. La empresa expandió sus negocios en 1932 al crear un índice de ventas que seguía las compras de alimentos y medicamentos. Esta fue la primera medición de ventas minoristas, y que estaba dedicada a medir las participaciones de las marcas en el mercado.

### Radio y televisión
En 1936, Arthur C. Nielsen adquirió el Audimeter ("audímetro" en español), el cual medía cuáles estaciones de radio habían sido sintonizadas durante el día. Luego de trabajar con el equipo durante algunos años, la empresa creó un servicio nacional de medición de audiencias radiales en 1942. La empresa recogía la información respecto de cuáles estaciones eran sintonizadas en 1000 hogares. Después, estos datos eran vendidos a empresas que estuvieran interesados en la popularidad de los programas e información demográfica acerca de los radioescuchas con fines publicitarios. Este fue el nacimiento de la medición de audiencias que se convertiría en el área más conocida de The Nielsen Company, junto con las mediciones de televisión. Actualmente, estas mediciones son conocidas popularmente en los Estados Unidos como los "índices o audiencias Nielsen" (Nielsen Ratings en inglés).
La empresa comenzó a medir las audiencias televisivas en 1950, cuando dicho medio comenzaba a expandirse por los Estados Unidos. Al igual que en las mediciones de radio, una muestra de casas alrededor de los Estados Unidos eran utilizadas para obtener los datos. Esta información era recogida en un dispositivo que estaba conectado al televisor, y que registraba lo que se estaba viendo en aquel momento. En 1953, la empresa comenzó a entregar cuadernillos a una muestra menor de hogares (conocidas popularmente como las "familias Nielsen"), en la cual la familia debía registrar los programas que había visto. Estos datos eran contrastados con la información proveniente de los dispositivos. Esta combinación de datos permitía a la empresa determinar estadísticamente el número de estadounidenses que veía televisión y el desglose demográfico de los televidentes. Esto se convirtió en una importante herramienta para avisadores y cadenas de televisión.
En los años 1980, la empresa lanzó un nuevo dispositivo de medición conocido como el "people meter". Este aparato posee un control remoto con botones para cada miembro de la familia y botones adicionales para los invitados. Los televidentes oprimían un botón para identificar cuándo estaban en la habitación y lo oprimían de nuevo cuando se iban, aún si el televisor estaba encendido. Esta forma de medición estaba preparado para proveer una imagen más adecuada de quién estaba viendo y cuándo.
El 18 de noviembre de 2008, Nielsen anunció que volvería al negocio de las mediciones de audiencias radiales en los Estados Unidos luego de haber descontinuado el servicio en 1968. Se anunció que este nuevo servicio comenzaría en 50 mercados radiofónicos de tamaño mediano desde inicios de 2009 y los resultados estarían listos a mediados del mismo año.